# Japan i olympiska vinterspelen 1932
Japan deltog med 16 deltagare vid de olympiska vinterspelen 1932 i Lake Placid. Ingen av landets deltagare erövrade någon medalj.